# Волков, Андрей Викторович (борец)
Андрей Викторович Волков (род. 13 ноября 1986) — российский самбист и дзюдоист, чемпион и призёр чемпионатов России по дзюдо, призёр чемпионатов России по самбо, чемпион и призёр чемпионатов Европы, мастер спорта России международного класса.
Живёт в Рязани. Выступает за клуб «Динамо» (Рязань). Член сборной команды страны с 2007 года.
Супруга и воспитанница — Олеся Волкова, мастер спорта России, чемпионка и призёр чемпионатов России по дзюдо, призёр чемпионатов России по самбо, чемпионка и призёр чемпионатов Европы по самбо. Двое детей.

## Спортивные результаты

### Дзюдо
- Чемпион и призёр чемпионатов России среди юниоров и молодёжи;
- Чемпионат России по дзюдо 2005 года, абсолютная категория — ;
- Чемпионат России по дзюдо 2006 года, свыше 100 кг — ;
- Чемпионат России по дзюдо 2010 года, абсолютная категория — ;
- Чемпионат России по дзюдо 2010 года, свыше 100 кг — ;
- Чемпионат России по дзюдо 2013 года, свыше 100 кг — .

### Самбо
- Абсолютный чемпионат России по самбо 2007 года — ;
- Чемпионат России по самбо 2008 года — ;
- Чемпионат России по самбо 2010 года — ;
- Абсолютный чемпионат России по самбо 2010 года — ;
- Чемпионат России по самбо 2019 года — ;
- Чемпионат России по самбо 2020 года — ;